# Samkowe Siodło
Samkowe Siodło – przełęcz pomiędzy Samkowym Zwornikiem (1317 m) a Samkową Czubą (1189 m) w północno-wschodnim grzbiecie Łysanek w polskich Tatrach Zachodnich. Cały rejon przełęczy porastają lasy. Zachodnie stoki opadają do Suchego Żlebu, ze wschodnich natomiast do Doliny Strążyskiej opada Samkowy Żleb – w górnej części depresja, w dolnej przechodząca w żleb. W rejonie tej depresji znajdują się najlepiej w całych polskich Tatrach zachowane płaty naturalnego lasu bukowo-jodłowego.
Nazwa pochodzi od Samkowej Czuby, źródłem zaś tej nazwy jest podhalańskie nazwisko lub przezwisko Samek.